# Schweizerei (Gliwice)

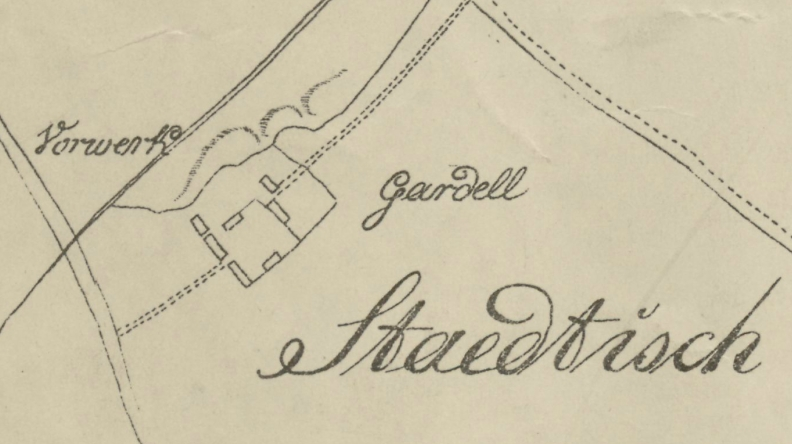
Das Vorwerk Gardell im Jahr 1812

Die Schweizerei war ein Ausflugsort in Gleiwitz, bestehend u. a. aus einer Parkanlage, der bis 1945 genutzt wurde. Die Schweizerei befindet sich beim Gut Gardel (Gardell) am Zentralfriedhof in der Nähe von Stare Gliwice (Alt-Gleiwitz). 2013 wurde die wieder hergerichtete Schweizerei als Parkanlage der Öffentlichkeit übergeben.

## Geschichte und Beschreibung
Zur Schweizerei gehörten eine Erholungsstätte und ein Park. Der Park besaß zwei miteinander verbundene Gondelteiche, die im Winter zum Schlittschuhfahren genutzt wurden, eine Rodelbahn, eine Spielwiese und ein Musikpavillon. Zum Restaurant gehörte eine Terrasse und ein Biergarten (der „Kaffeeplatz“). Im Restaurantgebäude befanden sich ein großer Saal, ein Tanzsaal und Gästezimmer. Die Terrasse besaß Sitzplätze für 600 Personen. Die Schweizerei wurde als Endpunkt von einer Buslinie (Linie 4) bedient. 1924 fanden umfangreiche Pflegearbeiten statt und neue Spazierwege angelegt.
In den 1930ern wurde durch die Schweizerei die Autobahn Berlin-Beuthen erbaut. Ab 1945 wurde die Schweizerei nicht weiter betrieben. Das Gelände blieb ungenutzt, verwilderte und geriet in Vergessenheit. Die Parkanlage wurde die nächsten 67 Jahre nicht gepflegt.

### Revitalisierung
2008 fand eine Inventarisierung des Baumbestandes statt. Anschließend wurden Pflegearbeiten am Baumbestand durchgeführt. Von 2012 bis 2013 wurde die Schweizerei revitalisiert und wieder hergestellt. Gehwege wurden gebaut und Bänke aufgestellt. Ergänzt wurde der Park durch einen Spielplatz, einen Fitnessparcours und einen Parkplatz. Die frühere Rodelbahn wurde in einen Mountainbike-Parcours umgestaltet.